# Іван Щербина
Іван Щербина (*, д/н —після 1669) — український політичний та військовий діяч, кошовий отаман Запорозького війська (1664—1665), полковник прилуцький (1667—1669), займав проукраїнську позицію. Нащадки якого досі відбудовують Українську державу у складі визвольних військ (Щербина Ю. В.)[джерело?]

## Життєпис
Про дату і місце народження нічого невідомо. Знаходився у дружніх стосунках з гетьманом Іваном Брюховецьким. Завдяки його впливу на запорожців у 1664 році Іван Щербина обирається кошовим отаманом. Проводив політику на підтримку дій гетьмана Брюховецького в Лівобережній Україні, всіляко демонструючи тому свою прихильність.
Щоб підсилити його авторитет та віддячити запорожцям за їх підтримку, гетьман навіть прислав на Січ кілька полотнищ парусини, щоб козаки могли оснастити вітрилами свої чайки. Одначе сталося так, що парусина згоріла на запорізькому складі під час пожежі. І хтозна, чи не була та пожежа навмисною, аби позбавити козацтво вияву гетьманської ласки. В січні 1665 року кошовий І. Щербина ще споряджав до Москви своє посольство, яке вирушало туди, маючи інструкцію гетьмана. Але це дійство стало останньою акцією Щербини.
Дізнавшись, що кошовий занадто запопадливо підтримує промосковську політику Брюховецького, січовики відібрали від нього булаву й обрали собі за кошового Левка Шкуру.
У 1666 році перебирається на Лівобережжя, де очолив Воронківську сотню Переяславського полку. Того ж року відзначився під час придушення повстання Переяславського полку. У нагороду 1667 року отримав від гетьмана Івана Брюховецького полковництво прилуцьке. Згодом тримав «сторону Дорошенка, а когда над последним стал превозмогать Многогрешный, то Щербина затворившись в своей Прилуке, пробовал отсидеться, надеясь, что его патрон победит Московского сторонника. Но Дорошенко скоро разочаровал своих приятелей и Щербина, сдавши Многогрешному Прилуку, со всем полком царскому величеству в винах своих добил челом».
Про подальшу долю немає відомостей.